# Xavier Harkonnen
Xavier Harkonnen è un personaggio dell'Universo di Dune che compare nel ciclo Legends of Dune, nei romanzi Dune: The Butlerian Jihad e Dune: The Machine Crusade. Viene citato anche in Dune: The Battle of Corrin.
A differenza del suo discendente Vladimir Harkonnen, Xavier è nobile di natura, coraggioso e possiede un'integrità incrollabile. Nella serie, Xavier Harkonnen è nato in una famiglia di nobili benestanti, Ulf e Katarina Harkonnen. All'età di sei anni i suoi genitori vengono uccisi dalle macchine pensanti ed è in seguito adottato da Emil e Lucille Tantor.
Xavier corteggia Serena Butler, figlia del viceré Manion Butler, e fa da padre per suo figlio Manion, che viene ucciso dalle macchine pensanti mentre incitava al Jihad Butleriano. Manion l'Innocente viene poi venerato come un martire.
Xavier sviluppa la strategia che consente di superare l'attacco cymek su Salusa Secundus. Durante l'attacco ordina a tutte le unità militari di ripiegare e proteggere i generatori degli scudi planetari, causando così la distruzione della maggior parte di Zimia. Molte unità in un primo momento ignorano i suoi ordini.
Orchestra la distruzione dei cymek prendendoli uno alla volta; dopo che otto di quasi tranta cymek vengono distrutti gli altri si ritirarono, lasciando Zimia in rovina ma il pianeta sicuro.
Dopo che Serena lascia la Lega dei Nobili, Xavier sposa Octa Butler. Grazie a questa unione Xavier diviene il patriarca sia della Casa Butler sia della Casa Harkonnen. All'inizio del Jihad è un'idea di Xavier quella di bombardare la Terra con un massiccio attacco nucleare, distruggendo la roccaforte principale di Omnius.
Xavier diviene generale nell'esercito del Jihad a fianco di Vorian Atreides; sebbene i due inizialmente siano rivali per l'amore di Serena Butler, divengono buoni amici e compagni di battaglia. Xavier successivamente sacrifica la sua vita e la sua reputazione per uccidere il Patriarca corrotto del Jihad, Iblis Ginjo. Tuttavia è Iblis ad essere venerato come un martire, mentre Xavier viene segnato come un traditore.

## Discendenza
Il nome Harkonnen è disprezzato e i discendenti di Xavier adottano il cognome Butler. È il nipote di Xavier, Abulurd, che dopo aver appreso la verità da Vorian decide di far rivivere il nome Harkonnen e, con la costernazione della Lega e la disapprovazione del padre, Quentin Butler, cambia il suo nome a in Abulurd Harkonnen.
Il fratello di Abulurd, Faykan, adotta il cognome Corrino e diviene il primo Imperatore Padishah.